# Lype (mitologia)
Lype (gr. Λύπη Lýpē ‘smutek’, łac. Lupa) – w mitologii greckiej uosobienie udręki.